# Selyem (film)
A Selyem (eredeti cím: Silk) 2007-ben bemutatott kanadai–olasz–japán romantikus filmdráma, melyet François Girard írt és rendezett. A forgatókönyv alapjául Alessandro Baricco azonos című novellája szolgált. A főbb szerepekben Michael Pitt, Keira Knightley, Miki Nakatani és Kōji Yakusho látható.
Világpremierje a 2007-es Torontói Nemzetközi Filmfesztiválon volt, 2007. szeptember 11-én.

## Cselekmény
Hervé Joncour selyemmel kereskedő francia férfi. Üzleti céllal gyakran utazik Japánba, hátrahagyva gyönyörű feleségét, Helene-t. Bár Hervé szerelmes nejébe, mégis kísértésbe esik és vágyódni kezd egy japán hadúr szeretője iránt.

## Szereplők
| Szereplő         | Színész             | Magyar hang     |
| ---------------- | ------------------- | --------------- |
| Herve Joncour    | Michael Pitt        | Széles Tamás    |
| Helene Joncour   | Keira Knightley     | Szávai Viktória |
| Baldabiou        | Alfred Molina       | Csuja Imre      |
| Ludovic          | Mark Rendall        |                 |
| Hara Jubei       | Kôji Yakusho        |                 |
| A lány           | Sei Ashina          | eredeti nyelven |
| Madame Blanche   | Miki Nakatani       |                 |
| Schuyler         | Callum Keith Rennie |                 |
| Monsieur Joncour | Kenneth Welsh       | Csuha Lajos     |

A magyar szinkront a Mafilm készítette 2008-ban.